# Barnakőszén

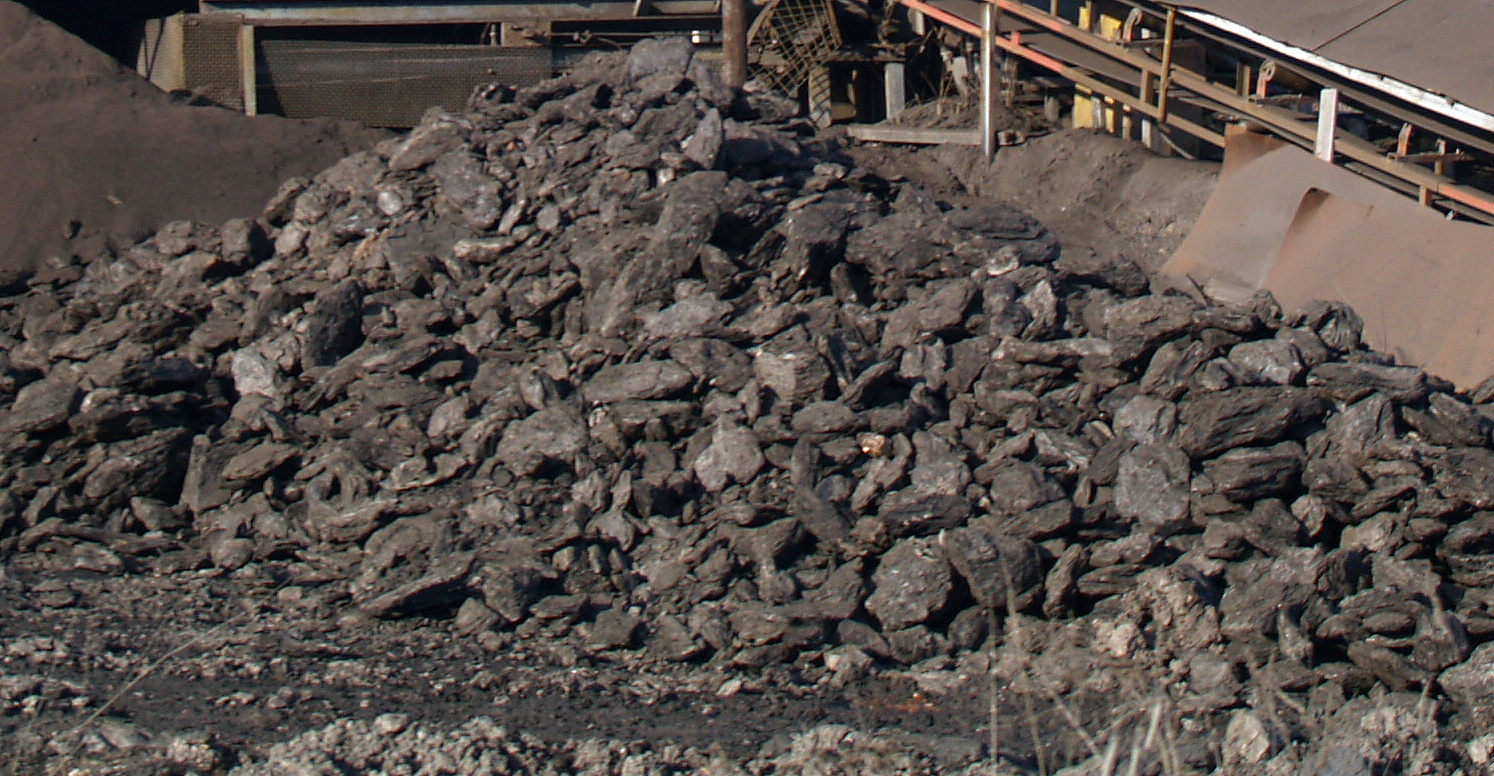
Barnakőszén (Bulgária)

A barnakőszén a kőszenek egy fajtája. Szénültségi foka szerint a lignit és a feketekőszén közé helyezhető.

## Keletkezése
Az eocén korban, 60-75 millió évvel ezelőtti sűrű láperdőkből keletkezett (olyanokból mint a mostani trópusi, szubtrópusi, mérsékelt égövi növényzetek). A magyarországi barnaszén is ekkor keletkezett a Pannon-tenger partján, de kisebb mennyiségben találhatunk kréta kori barnaszenet is (kora 75-125 millió év).

## Megkülönböztetése
A két széntípus megkülönböztetése az égéshő alapján történik, a határérték 23,87 MJ/kg. Ez vonatkozik egyrészt az egyensúlyi nedvességtartalmú (nedvesség nélküli) és a hamumentes anyagra is. A tüzeléstechnikai gyakorlatban a hamutartalmat is magában foglaló mennyiségre vonatkoztatott fűtőértéket veszik figyelembe a szenek minősítésénél, ami nem ad éles határt. A feketeszén és a barnaszén választóvonala 17-20 MJ/kg körül helyezkedik el.

## Fajtái
- kemény barnaszénről beszélünk, ha 40%-nál kevesebb bányanedvességet tartalmaz (röviden: barnaszén)
- lágy barnaszénről akkor, ha ez az érték 40%-nál nagyobb (röviden: lignit).

### Külső megjelenés alapján
- földes
- lágy
- fénytelen
- fényes

### Összetétele alapján
- szárítva széteső földes
- egyenetlen törési felületű (darabos)
- kagylós törésű
- nagy bitumentartalmú

Mindegyikben van kolloidálisan kötött víz.

## Előfordulása Magyarországon
- Mecsek hegység
- Ajka
- Az ÉK-dunántúli eocén barnakőszén-terület
- A nógrádi és borsodi barnakőszén-terület
- Brennbergbánya
- Várpalota
- Hidas
- Mátra- és Bükkalja
- Szombathely-Torony

## Tárolása
A barnaszenek hosszabb időn keresztül történő tárolása során illó anyagok távoznak az anyagból, valamint folyamatos, lassú oxidáció is zajlik. Néhány hónap alatt 10% fűtőérték-veszteség is bekövetkezhet. Ezért nem célszerű több évre előre barnaszenet vásárolni. Inkább megéri minden évben a tavaszi-nyári kisebb szénforgalmú időszakban a kereskedőknél jó áron megvenni a fűtőanyagot.
Egy köbméter gáz helyettesítésére kb. 2 kg közepes fűtőértékű barnaszén szükséges. A daraszén ömlesztett formában kb. 1 t/m³ fajsúlyú, tehát a tároláshoz tonnánként 1 m³ hely szükséges (pl. egy átlagos, 100 m²-es családi ház éves szükséglete 5-8 tonna, vagyis 8 m³ tároló kell.)
A szén tárolásakor figyelembe kell venni az öngyulladási hajlamot. A vastag rétegben, 1,5-2 méter felett összehalmozott szén, főleg ha megázik, hajlamos arra, hogy a belsejében zajló lassú oxidáció hője felhalmozódjon, ilyenkor öngyulladás léphet fel.
Emiatt a szenet száraz helyen tároljuk, ne halmozzuk több méteres magasságba. Ha megjelenik az öngyulladás füstje, a halmot szét kell lapátolni és vízzel locsolva kell hűteni.